# マルティン・ソンカ
- マルティン・ションカ

マルティン・ションカ（チェコ語: Martin Šonka、1978年3月26日 - ）は、チェコ共和国の曲技飛行パイロット、チェコ空軍の戦闘機パイロット。2010年からレッドブル・エアレース・ワールドシリーズに参戦していた。

## 経歴
1997年、ブルノにあるチェコ防衛大学に進学し、グライダーに乗ったのが飛行キャリアの始まりだった。1999年、自家用操縦士のライセンスを取得。2000年、パルドゥビツェでチェコ軍に入隊。2001年から2005年にかけて、パルドゥビツェ大学のジャン・パーナーが教鞭を取るトランスポート学部で輸送・マーケティング・物流管理を学んだ。2005年、修士を取得。ナームニェシュチ・ナト・オスラヴォウの空軍基地へ転属して2年後、2006年にはチャースラフの21世紀戦術空軍基地へ転属し、高速ジェット練習機のL-59の派生機L-159 アルカに乗り始める。
2005年、チェコ国立曲技飛行チームのメンバーに選ばれ、Su-31に乗る。
2009年、レッドブル・エアレースの予選キャンプに合格し、スーパー・ライセンスを取得、2010年シーズンの新人賞にノミネートされた。
レッドブル・エアレースでは「Red Bull Team Sonka」として活動すた。
2017年シーズンの開幕アブダビ戦で、初優勝。2018年シーズン序盤は機体の不調で出遅れたが、その後4勝を挙げて年間チャンピオンの座を射止めた。
2019年のレッドブル・エアレース終了後、2022年開幕のワールドチャンピオンシップエアレース（WACR:World Championship Air Race）にもレースパイロットとして参加。

## 戦績

### レッドブル・エアレース
| 金色 | 銀色 | 銅色 | ポイント圏内完走                                                                      | ポイント圏外完走                                                                      |
| 1位  | 2位  | 3位  | 4-11位（2010年） 4-8位（2014 - 2015年） 4-10位（2016年 - 2018年） 4-13位（2019年 - ） | 12位以下（2010年） 9位以下（ - 2015年） 11位以下（2016年 - 2018年） 14位（2019年 - ） |

| 2010年 | 13位0      | 14位0      | 13位0   | 12位0   | 11位1 | 11位1 | 中止  | 中止  | 2  | 0 | 14位 |
| 2014年 | 7位2       | 6位3       | 6位3    | 10位0   | 9位0  | 7位2  | 8位1  | 3位7  | 18 | 0 | 8位  |
| 2015年 | 10位0      | 10位0      | 2位9    | 3位7    | 7位2  | 4位5  | 4位5  | 8位1  | 29 | 0 | 4位  |
| 2016年 | 14位0      | 9位2       | 2位12   | 13位0   | 5位0  | 4位7  | 7位4  | 中止  | 25 | 0 | 9位  |
| 2017年 | 1位15      | 5位6       | 3位9    | 4位7    | 9位2  | 1位15 | 3位9  | 4位7  | 70 | 2 | 2位  |
| 2018年 | DSQ (4位)7 | DSQ (8位)3 | 3位9    | 1位15   | 1位15 | 1位15 | 10位1 | 1位15 | 80 | 4 | 1位  |
| 2019年 | 2位22      | 3位20+2    | 4位18+3 | 13位1+2 |       |       |       |       | 68 | 0 | 3位  |

### 曲技飛行大会
| 開催期間                 | 競技名                                        | 開催場所                                                         | クラス         | 順位 | 使用機    | 機体記号 | 備考   |
| ------------------------ | --------------------------------------------- | ---------------------------------------------------------------- | -------------- | ---- | --------- | -------- | ------ |
| 2005年 7月8日 - 17日     | 第4回 FAI曲技飛行ヨーロッパアドバンスト選手権 | チェコ フラデツ・クラーロヴェー                                  | Advanced       | 14位 | Zlín Z-50 | OK-RRD   | [ 36 ] |
| 2006年 8月29日 - 9月10日 | 第15回 FAI曲技飛行ヨーロッパ選手権            | スイス グレンヘン                                                | Unlimited      | 18位 | Su-31     | OK-HXB   | [ 37 ] |
| 2006年 8月29日 - 9月10日 | 第15回 FAI曲技飛行ヨーロッパ選手権            | スイス グレンヘン                                                | フリースタイル | 17位 | Su-31     | OK-HXB   | [ 38 ] |
| 2008年 7月5日 - 13日     | 第16回 FAI曲技飛行ヨーロッパ選手権            | チェコ フラデツ・クラーロヴェー                                  | Unlimited      | 17位 | Su-31     | OK-HXB   | [ 39 ] |
| 2009年 8月19日 - 29日    | 第25回 FAI曲技飛行世界選手権                  | イギリス シルバーストーン                                        | Unlimited      | 25位 | Su-31     | OK-HXB   | [ 40 ] |
| 2009年 8月19日 - 29日    | 第25回 FAI曲技飛行世界選手権                  | イギリス シルバーストーン                                        | フリースタイル | 9位  | Su-31     | OK-HXB   | [ 41 ] |
| 2010年 9月2日 - 12日     | 第17回 FAI曲技飛行ヨーロッパ選手権            | チェコ トウジム                                                  | Unlimited      | 21位 | Su-31     | OK-HXB   | [ 42 ] |
| 2011年 8月31日 - 9月11日 | 第26回 FAI曲技飛行世界選手権                  | イタリア フォリーニョ                                            | Unlimited      | 11位 | EA-330SR  | HA-BES   | [ 43 ] |
| 2011年 8月31日 - 9月11日 | 第26回 FAI曲技飛行世界選手権                  | イタリア フォリーニョ                                            | フリースタイル | 2位  | EA-330SR  | HA-BES   | [ 44 ] |
| 2012年                   | ドイツ選手権                                  | ドイツ ネルトリンゲン                                            | Unlimited      | H/C  | EA-300SR  | OK-SON   | [ 45 ] |
| 2012年                   | ドイツ選手権                                  | ドイツ ネルトリンゲン                                            | フリースタイル | H/C  | EA-300SR  | OK-SON   | [ 46 ] |
| 2012年 9月1日 - 9日      | 第18回 FAI曲技飛行ヨーロッパ選手権            | スロバキア ドゥブニカ・ナド・ヴァフォーム                        | Unlimited      | 7位  | EA-300SR  | OK-SON   | [ 47 ] |
| 2013年 10月9日 - 20日    | 第27回 FAI曲技飛行世界選手権                  | アメリカ合衆国 テキサス州グレイソン （北テキサス地域空港）       | Unlimited      | 16位 | EA-300SR  | OK-SON   | [ 48 ] |
| 2013年 10月9日 - 20日    | 第27回 FAI曲技飛行世界選手権                  | アメリカ合衆国 テキサス州グレイソン （北テキサス地域空港）       | フリースタイル | 3位  | EA-300SR  | OK-SON   | [ 49 ] |
| 2014年 8月23日 - 30日    | 第19回 FAI曲技飛行ヨーロッパ選手権            | ハンガリー バーチ・キシュクン県ケチケメート（Matkópuszta空港）   | Unlimited      | 12位 | EA-300SR  | OK-SON   | [ 50 ] |
| 2014年 8月23日 - 30日    | 第19回 FAI曲技飛行ヨーロッパ選手権            | ハンガリー バーチ・キシュクン県ケチケメート（Matkópuszta空港）   | フリースタイル | 1位  | EA-300SR  | OK-SON   | [ 51 ] |
| 2015年 6月21日           | チェコ選手権                                  | チェコ ドゥブニカ・ナド・ヴァフォーム · （クロメルジーシュ空港） | Unlimited      | 1位  | EA-300SR  | OK-SON   | [ 52 ] |
| 2015年 8月20日 - 29日    | 第28回 FAI曲技飛行世界選手権                  | フランス シャトールー                                            | Unlimited      | 16位 | EA-300SR  | OK-SON   | [ 53 ] |
| 2015年 8月20日 - 29日    | 第28回 FAI曲技飛行世界選手権                  | フランス シャトールー                                            | フリースタイル | 2位  | EA-300SR  | OK-SON   | [ 54 ] |
| 2015年 8月20日 - 29日    | 2015年FAIワールドエアゲーム                   | アラブ首長国連邦 ドバイ                                          | Unlimited      | 4位  | EA-330SC  | F-HXEL   | [ 55 ] |
| 2016年 7月7日 - 7月9日   | チェコ選手権                                  | チェコ ブジェツラフ                                              | Unlimited      | 1位  | EA-300SR  | OK-SON   | [ 56 ] |
| 2016年 7月7日 - 7月9日   | チェコ選手権                                  | チェコ ブジェツラフ                                              | フリースタイル | 1位  | EA-300SR  | OK-SON   | [ 57 ] |
| 2016年 8月20日 - 28日    | 第20回 FAI曲技飛行ヨーロッパ選手権            | チェコ モラヴスカー・トジェボヴァー                              | Unlimited      | 2位  | EA-300SR  | OK-SON   | [ 58 ] |
| 2016年 8月20日 - 28日    | 第20回 FAI曲技飛行ヨーロッパ選手権            | チェコ モラヴスカー・トジェボヴァー                              | フリースタイル | 1位  | EA-300SR  | OK-SON   | [ 59 ] |
| 2017年 6月14日 - 6月17日 | チェコ選手権                                  | チェコ                                                           | Unlimited      | 1位  | EA-300SR  | OK-SON   | [ 60 ] |
| 2018年 9月1日 - 8日      | 第21回 FAI曲技飛行ヨーロッパ選手権            | チェコ インドジフーフ・フラデツ                                  | Unlimited      | 6位  | EA-300SR  | OK-SON   | [ 61 ] |
| 2018年 9月1日 - 8日      | 第21回 FAI曲技飛行ヨーロッパ選手権            | チェコ インドジフーフ・フラデツ                                  | フリースタイル | 1位  | EA-300SR  | OK-SON   | [ 62 ] |

### その他
2002年
- ナショナル・チャンピオンシップ・スポーツマン グライダー部門 3位

2003年
- ナショナル・チャンピオンシップ・スポーツマン グライダー部門 1位

2004年
- ナショナル・チャンピオンシップ・スポーツマン 動力機部門 1位
- ナショナル・チャンピオンシップ・インターメディエイト グライダー部門 1位

2005年
- ヨーロッパ選手権 動力機アドバンスト部門 14位
- ナショナル・チャンピオンシップ 動力機アドバンスト部門 4位

2006年
- ヨーロッパ選手権 動力機アンリミテッド部門 14位
- ナショナル・チャンピオンシップ 動力機アンリミテッド部門 3位

2007年
- ワールド・チャンピオンシップ 動力機アンリミテッド部門 29位
- ナショナル・チャンピオンシップ 動力機アンリミテッド部門 2位

2008年
- ワールド・エアロバティック・カップ 動力機アンリミテッド部門 3位
- ヨーロッパ選手権 動力機アンリミテッド部門 17位
- ナショナル・チャンピオンシップ 動力機アンリミテッド部門 1位

2009年
- ワールド・チャンピオンシップ 動力機アンリミテッド・フリースタイル部門 9位
- スロベニア・ナショナルズ 動力機アンリミテッド部門 1位
- ワールド・エアゲーム 動力機アンリミテッド部門 5位

## ギャラリー

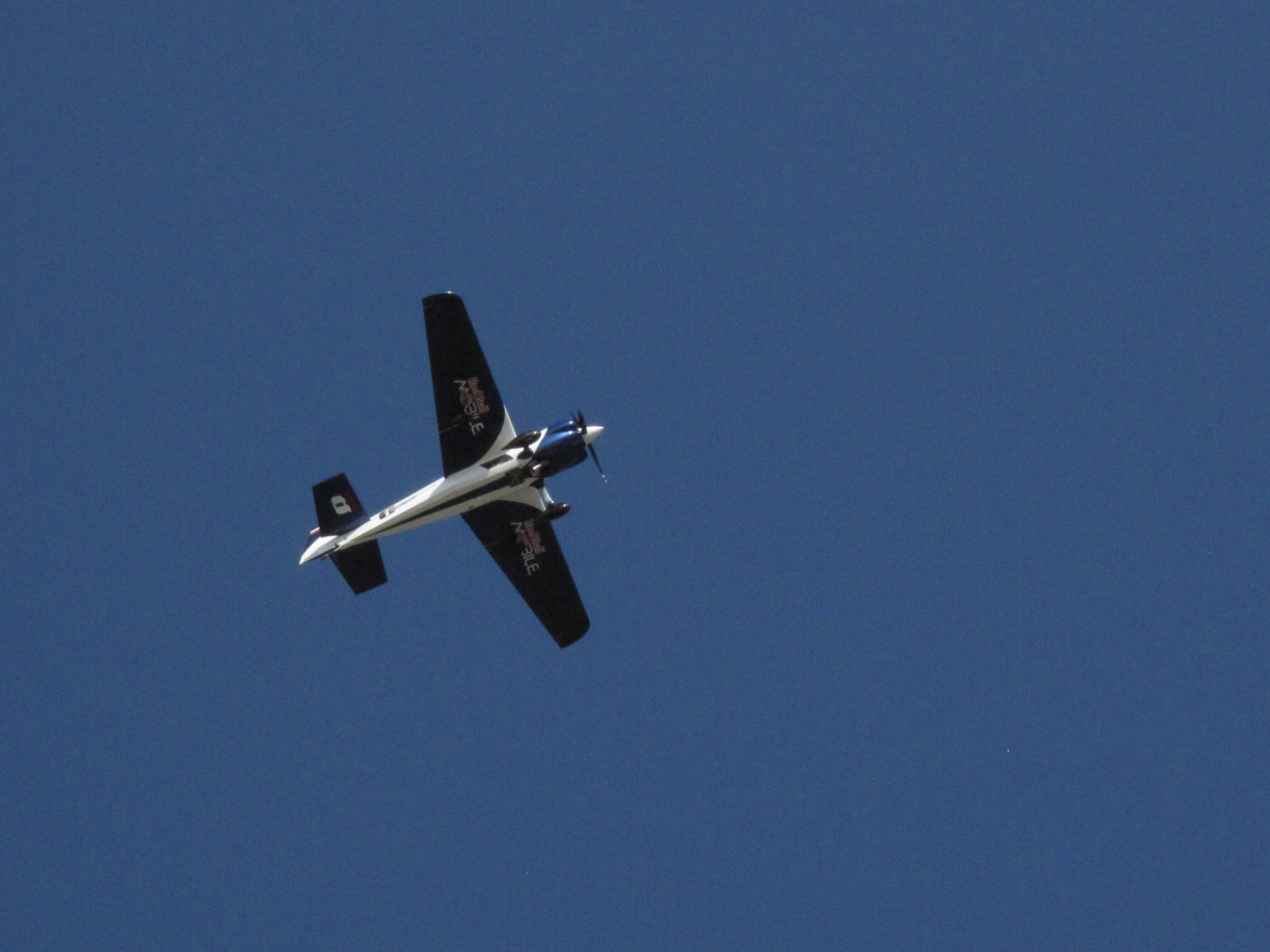
パース大会を前に最後の練習にジャンダコット空港から飛び立つソンカ
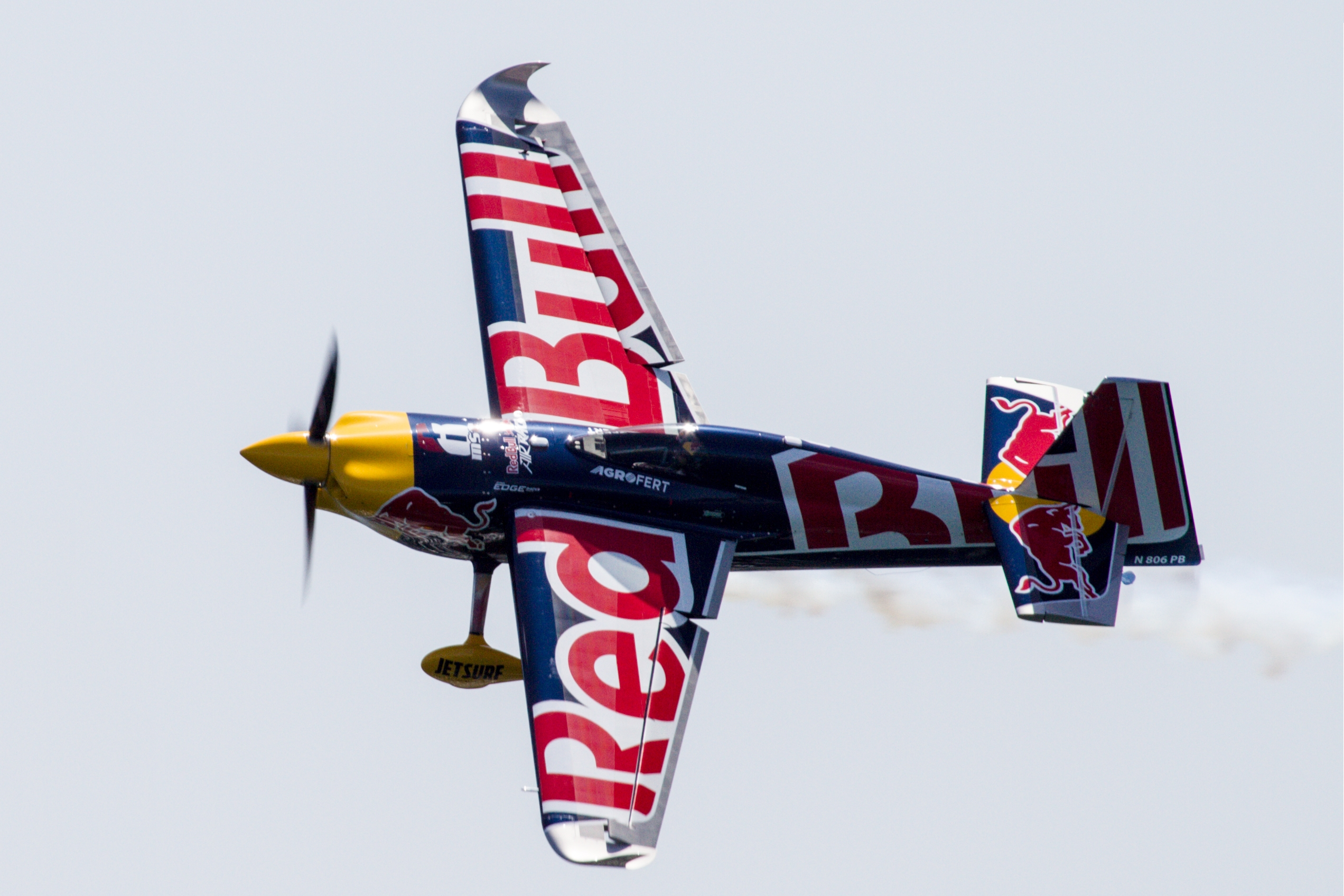
2017年レッドブル・エアレース・ワールドシリーズ 千葉 3位のマルティン・ソンカ(チェコ)の機体
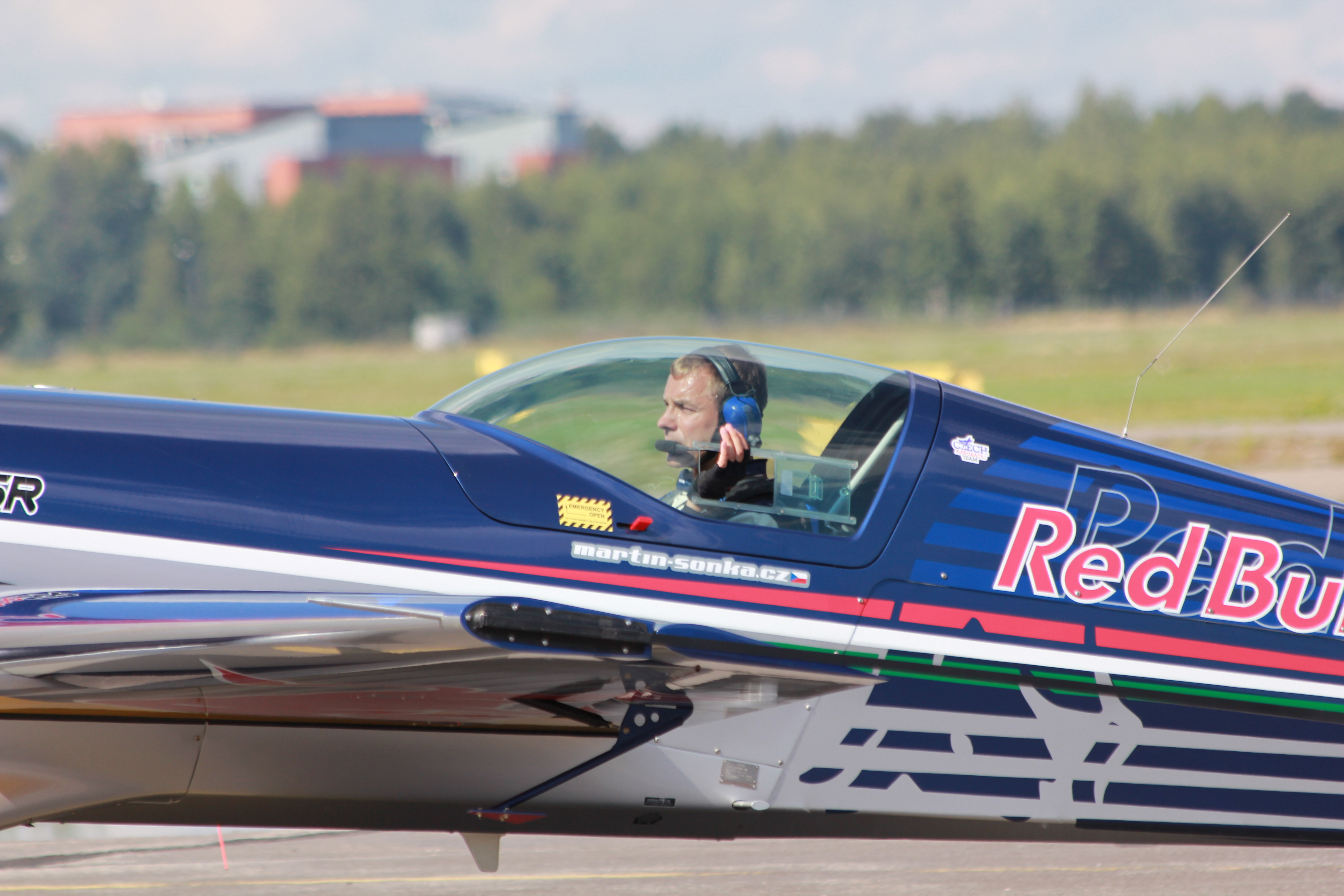
ヘルシンキ・マルミ空港でExtra 300SRに搭乗するソンカ